# Chondrus crispus

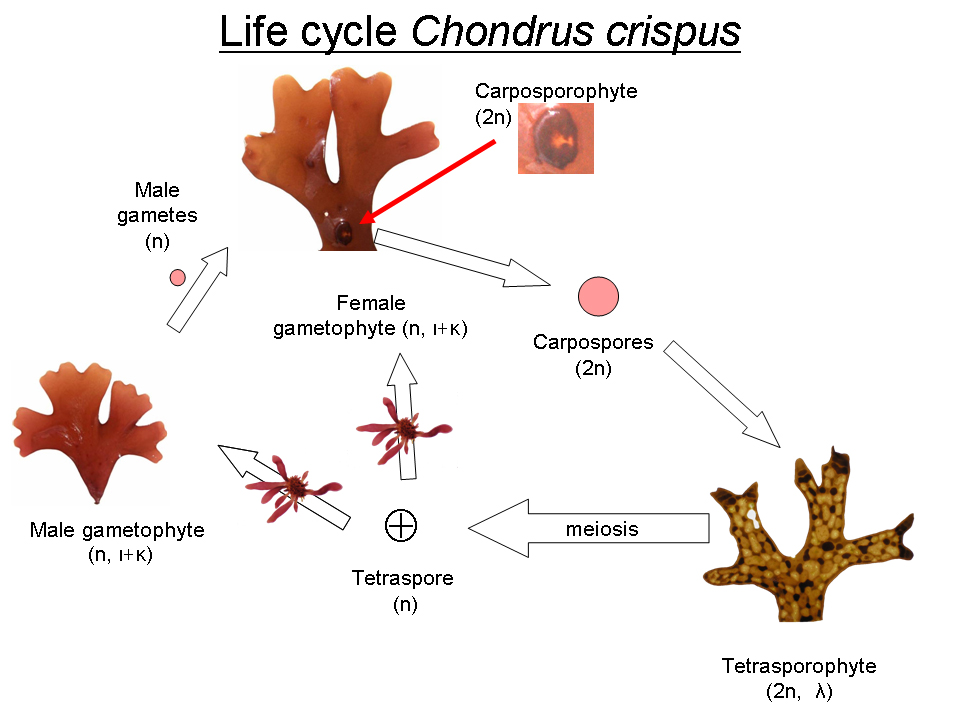
O ciclo de vida de Chondrus crispus. Abaixo de cada fase do ciclo de vida está a indicação de ser haploide (n) ou diploide (2n) e o tipo de carragenano presente.

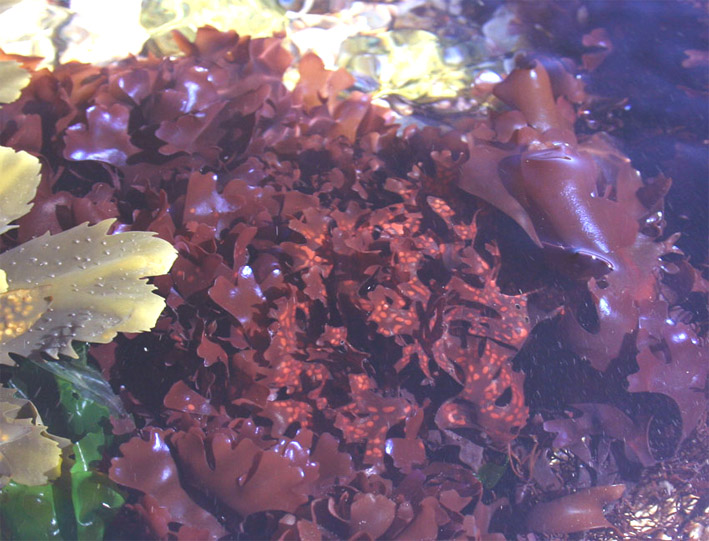
Espécimes de Chondrus crispus em diversos estágios do seu ciclo de vida. O gametófitos apresentam a iridescência azulada típica da espécie e os esporófitos o padrão de manchas que os caracteriza.

Chondrus crispus Stackh., comummente conhecida como musgo-da-irlanda, é uma macroalga vermelha (Rhodophyta) abundante nas zonas rochosas das costas europeia e norte-americana do Atlântico Norte. Quando fresca, esta alga é formada por talos ramificados, macios e cartilaginosos, variando em coloração de um amarelo-esverdeado, ao vermelho, ao roxo e ao púrpura-acastanhado escuro. O principal constituinte dos talos é um corpo mucilaginoso, muito rico em polissacarídeos do grupo dos carragenanos, os quais constituem cerca de 55% do peso seco da alga, razão pela qual a espécie é recolhida e processada industrialmente, constituindo uma das principais fontes comerciais de carragenina e a principal alga carraginófita explorada no Atlântico.

## Descrição
C. crispus é uma alga vermelha relativamente pequena, com talos ramificados que atingem pouco mais de 20 cm de comprimento, que quando frescos apresentam uma textura firme e consistência macia e cartilaginosa. Os talos desenvolvem-se a partir de rizoides discoides, que estabelecem ligações fortes ao substrato rochoso onde esta alga ocorre, e ramificam-se de forma dicotómica 4-5 vezes, formando uma estrutura em forma de leque.
A morfologia é muito variável, especialmente no que respeita à coloração e largura dos talos. Em média as ramificações têm 2–15 mm de largura, tendo como principal constituinte um corpo mucilaginoso, composto por polissacarídeos do grupo dos carragenanos, os quais constituem cerca de 55% do peso seco da alga, razão pela qual a espécie é recolhida e processada industrialmente, constituindo uma das principais fontes comerciais de carragenina. Quando fresca os talos variam em coloração de um amarelo-esverdeado, ao vermelho, ao roxo e ao púrpura-acastanhado escuro, descolorando para amarelado quando os talos são exposto à radiação solar direta.
Para além dos carragenanos, o organismo em peso seco é composto por cerca de 10% de proteína e 15% de matéria mineral, sendo rico em iodo e enxofre. Quando amolecido em água, liberta o odor típico das algas marinhas. Quando cozido, os abundantes polissacarídeos da parede celular formam uma geleia que quando arrefece contém de 20 a 100 vezes o seu peso seco em água.
As diversas espécies do género Chondrus são morfologicamente muito semelhantes, sendo de difícil distinção. Também algumas espécies da ordem Gigartinales são morfologicamente muito semelhantes, nomeadamente a espécie Mastocarpus stellatus (Stackhouse) Guiry, a qual apresenta morfologia muito semelhante e ocorre frequentemente em populações mista com C. crispus, mas que pode ser facilmente distinguida pelos seus talos canelados e por vezes a encurvados. Por outro lado, os espécimes cistocárpicos do género Mastocarpus apresentam papilas reprodutivas muito distintas das do género Chondrus, ao que acresce que quando lavados e secos ao sol para preservação, os talos de Mastocarpus ganham uma translucência amarelada e consistência e aspecto córneo.
Os gametófitos de C. crispus apresentam frequentemente uma iridescência azulada e os esporófitos férteis apresentam um padrão de coloração com manchas bem marcadas.

## Distribuição e ecologia
Chondrus crispus é de ocorrência comum nas zonas rochosas das costas ocidentais da Europa, em particular na Irlanda, Grã-Bretanha e noroeste da Península Ibérica, mas ocorre desde a Islândia e as ilhas Faroé. e as costas ocidentais do Mar Báltico até ao sul da Espanha e às ilhas da Macaronésia, sendo muito frequente nos Açores. Ocorre também nas costas atlânticas do nordeste dos Estados Unidos e do Canadá. Existem registos da presença da espécie nas costas da Califórnia e do Japão, mas a ocorrência fora do Atlântico Norte carece de verificação, particularmente porque existem espécies de Chondrus no Oceano Pacífico morfologicamente similares, particularmente C. ocellatus Holmes, C. nipponicus Yendo, C. yendoi Yamada et Mikami, C. pinnulatus (Harvey) Okamura e C. armatus (Harvey) Yamada et Mikami
C. crispus ocorre em costas rochosas bem expostas à ondulação e sem presença significativa de água doce, crescendo desde o centro da zona entremarés até às zonas rochosas bem iluminadas do zona nerítica. Ocorre com frequência em recifes rochosos e em estruturas bem expostas à ondulação.

## Utilização
Chondrus crispus é uma fonte industrial de carragenanos, compostos frequentemente utilizados com espessantes e estabilizante alimentares em produtos lácteos como sorvetes e outros alimentos processados, incluindo produtos de charcutaria. Na União Europeia as carragenanos utilizados como aditivo alimentar são obrigatoriamente indicados no rótulo dos alimentos com os códigos E407 ou E407b. São também usados como espessante em materiais de impressão gráfica (calico-printing) e como clarificantes na confecção de cervejas e de vinhos.